# فهرست آثار ملی شهرستان بوانات
فهرست آثار ملی شهرستان بوانات  بخشی از آثار ملی استان فارس در ایران است.
آثار ثبت‌شده شهرستان در این فهرست شامل ۴۵ اثر است.

## فهرست
| کد ثبتی | نام                       | شهر    | موقعیت جغرافیایی | طول و عرض جغرافیایی | سال ثبت    | قدمت                        | نگاره                                                           |
| ------- | ------------------------- | ------ | --- | ------------------- | ---------- | --------------------------- | --------------------------------------------------------------- |
| ۲۶۶     | امامزاده شاه میر حمزه     | بوانات | روستای بزم (محل دهکده گردشگری عباس برزگر)، جنوب شرقی سوریان مسیر جاده صفاشهر بطرف شهر بابک کرمان ،                          |                     | ۱۳۱۵/۱۲/۱۲ | قرن ۱۰ ق                    |                                                                 |
| ۲۸۲     | مسجد جامع                 | بوانات | شهر سوریان |                     | ۱۳۱۵/۱۲/۱۲ | قرن ۸ ق                     |                                                                 |
| ۱۲۸۳    | پل تاریخی سوریان          | بوانات | غرب دهکده سوریان |                     | ۱۳۵۵/۰۴/۲۸ | صفویه                       |                                                                 |
| ۴۷۲۱    | مسجد شیدان                | بوانات | شهرستان بوانات، جنوب روستای شیدان                                                                                           |                     | ۱۳۸۰/۱۱/۲۳ | تیموریان ـ صفویه            |                                                                 |
| ۴۸۱۷    | قلعه سیمکان               | بوانات | شهرستان بوانات، روستای سیمکان                                                                                               |                     | ۱۳۸۰/۱۲/۱۹ | اواخر قاجار                 |                                                                 |
| ۵۶۹۱    | کاروان‌سرای میدان          | بوانات | شهرستان بوانات، بخش مرکزی، مجاور جاده سوریان                                                                                |                     | ۱۳۸۰/۱۲/۲۵ | قاجاریه                     |                                                                 |
| ۱۹۲۴۶   | تل بزرگ میاق              | بوانات | شهرستان بوانات، بخش سرچهان، دهستان سرچهان، ۳ کیلومتری شمال غربی روستای حسامی                                                |                     | ۱۳۸۶/۰۵/۰۱ | قرون اولیه اسلامی           |                                                                 |
| ۱۹۲۹۶   | گورستان پیر کدویه         | بوانات | شهرستان بوانات، بخش مرکزی، دهستان مزایجان، دو راهی روستای بادبر، جاده خاکی سمت راست                                         |                     | ۱۳۸۶/۰۵/۰۱ | صفویه ـ قاجاریه             |                                                                 |
| ۱۹۲۹۹   | گورستان قنات ابراهیم      | بوانات | شهرستان بوانات، بخش سرچهان، دهستان سرچهان، ۲۰۰ م شمال روستای قنات ابراهیم                                                   |                     | ۱۳۸۶/۰۵/۰۱ | صفویه ـ قاجاریه             |                                                                 |
| ۱۹۳۰۲   | تل سلمه                   | بوانات | شهرستان بوانات، بخش سرچهان، دهستان سرچهان، ۳ک م غرب روستای حسامی، ۵۰۰ م سمت چپ جاده کره‌ای به حسامی                          |                     | ۱۳۸۶/۰۵/۰۱ | ساسانی ـ قرون اولیه اسلامی  |                                                                 |
| ۱۹۳۰۳   | گورستان چیر (جعفریه)      | بوانات | شهرستان بوانات، بخش مرکزی، دهستان سروستان، شمال غرب روستای چیر در میان باغات گردو                                           |                     | ۱۳۸۶/۰۵/۰۱ | صفویه ـ قاجاریه             |                                                                 |
| ۱۹۳۰۴   | گورستان شاهزاده ابوالقاسم | بوانات | شهرستان بوانات، بخش سرچهان، دهستان سر چهان، غرب روستای شاهزاده ابوالقاسم                                                    |                     | ۱۳۸۶/۰۵/۰۱ | صفویه ـ قاجاریه             |                                                                 |
| ۱۹۳۱۱   | تپه جمال‌آباد سر چهان      | بوانات | شهرستان بوانات، بخش سرچهان، دهستان سرچهان، ۵۰۰ م غرب روستای جمال آباد                                                       |                     | ۱۳۸۶/۰۵/۰۱ | قرون اولیه اسلامی           |                                                                 |
| ۱۹۳۱۲   | تپه‌های آلتاخونی           | بوانات | شهرستان بوانات، بخش سرچهان، دهستان سرچهان، ۴۰۰ م غرب روستای چنارویه، سمت چپ جاده                                            |                     | ۱۳۸۶/۰۵/۰۱ | ساسانیان                    |                                                                 |
| ۱۹۳۱۳   | تپه یال                   | بوانات | شهرستان بوانات، بخش سرچهان، دهستان سرچهان، ۴۰۰ م شمال شرق روستای قلات                                                       |                     | ۱۳۸۶/۰۵/۰۱ | ساسانیان                    |                                                                 |
| ۱۹۳۱۴   | تل اعظم قلات              | بوانات | شهرستان بوانات، بخش سرچهان، دهستان سرچهان، یک کیلومتری شمال غربی روستای قلات                                                |                     | ۱۳۸۶/۰۵/۰۱ | نوسنگی ـ مس و سنگ           |                                                                 |
| ۱۹۷۰۹   | تل شبدری                  | بوانات | شهرستان بوانات، بخش سرچهان، دهستان سرچهان، ۶۰۰ م مانده به روستای ده زیارت، سمت چپ جاده، مقابل تلمبه بسیج                    |                     | ۱۳۸۶/۰۶/۲۸ | قرون متأخر اسلامی           |                                                                 |
| ۱۹۷۱۳   | گورستان مصلی منج          | بوانات | شهرستان بوانات، بخش مرکزی، دهستان سروستان، ابتدای ورودی روستای منج، سمت چپ جاده به فاصله ۱۵۰ م از جاده                      |                     | ۱۳۸۶/۰۶/۲۸ | صفویه                       |                                                                 |
| ۱۹۷۱۴   | تل گورستان دشت رئیس       | بوانات | شهرستان بوانات، بخش سرچهان، دهستان سرچهان، جنوب روستای دشت رئیس، سمت راست جاده                                              |                     | ۱۳۸۶/۰۶/۲۸ | قرون متأخر اسلامی           |                                                                 |
| ۱۹۷۱۸   | قبرستان صادق‌آباد          | بوانات | شهرستان بوانات، بخش سرچهان، دهستان سرچهان، شرق روستای صادق آباد                                                             |                     | ۱۳۸۶/۰۶/۲۸ | صفویه                       |                                                                 |
| ۱۹۷۱۹   | تل ریگی کره‌ای             | بوانات | شهرستان بوانات، بخش سرچهان، ۲ک م جنوب غربی شهر کره‌ای                                                                        |                     | ۱۳۸۶/۰۶/۲۸ | هزاره ۴ و ۳ ق. م            |                                                                 |
| ۱۹۷۲۰   | تل گورستان نویه           | بوانات | شهرستان بوانات، بخش سرچهان، دهستان سرچهان، ۳۰۰ م غرب روستای نویه، سمت راست جاده فرعی آسفالته توجردی به قلات                 |                     | ۱۳۸۶/۰۶/۲۸ | هزاره ۴ و ۳ ق‌م              |                                                                 |
| ۱۹۷۲۷   | محوطه کره                 | بوانات | شهرستان بوانات، بخش سرچهان، ۹ کیلومتری شمال شهر کره‌ای                                                                       |                     | ۱۳۸۶/۰۶/۲۸ | قرون اولیه و میانی اسلامی   |                                                                 |
| ۱۹۷۲۸   | گورستان مرشدی             | بوانات | شهرستان بوانات، بخش مرکزی، دهستان مزایجان، ابتدای روستای مرشدی                                                              |                     | ۱۳۸۶/۰۶/۲۸ | صفویه ـ قاجاریه             |                                                                 |
| ۱۹۷۳۲   | خرفخانه‌های چرکه گارزه     | بوانات | شهرستان بوانات، بخش سرچهان، دهستان سرچهان، روستای چرکه گارزه، جنوب کوه‌های آقا حسین                                          |                     | ۱۳۸۶/۰۶/۲۸ | ساسانی                      |                                                                 |
| ۱۹۷۳۳   | تل مگسی                   | بوانات | شهرستان بوانات، بخش سرچهان، دهستان سرچهان، یک کیلومتری غرب روستای حسامی، سمت چپ جاده                                        |                     | ۱۳۸۶/۰۶/۲۸ | قرون اولیه اسلامی           |                                                                 |
| ۱۹۹۹۶   | گورستان سوریان            | بوانات | شهرستان بوانات، بخش مرکزی، ابتدای شهر سوریان، سمت راست جاده                                                                 |                     | ۱۳۸۶/۰۸/۲۲ | قاجاریه                     |                                                                 |
| ۱۹۹۹۷   | تل خرمنی                  | بوانات | شهرستان بوانات، بخش مرکزی، ۳ کیلومتری جنوب شهر سوریان، شمال تفرجگاه طبیعی محمد حنفیه                                        |                     | ۱۳۸۶/۰۸/۲۲ | ساسانی                      |                                                                 |
| ۲۰۸۳۲   | تل آزاده                  | بوانات | شهرستان بوانات، بخش سرچهان، دهستان سرچهان، جاده توجردی به هرات، بعد از روستای حسنی آباد                                     |                     | ۱۳۸۶/۱۱/۳۰ | ساسانی                      |                                                                 |
| ۲۰۸۷۷   | تل قبرستان قاسم‌آباد       | بوانات | شهرستان بوانات، بخش سرچهان، دهستان سرچهان، ۳۰۰ م جنوب روستای قاسم‌آباد                                                       |                     | ۱۳۸۶/۱۱/۳۰ | قرون میانه اسلامی           |                                                                 |
| ۲۱۸۳۴   | کاروان‌سرای برد شیراز      | بوانات | شهرستان بوانات، بخش مرکزی، دهستان باغستان، روستای مزرعه بردشیراز                                                            |                     | ۱۳۸۶/۱۲/۲۶ | صفویه                       |                                                                 |
| ۲۱۸۷۵   | قلعه توتنگی مسه           | بوانات | شهرستان بوانات، بخش مرکزی، دهستان سیمکان، ۵۰۰ م شمال روستای قلعه مسه                                                        |                     | ۱۳۸۶/۱۲/۲۶ | ساسانی                      |                                                                 |
| ۲۱۹۰۷   | تپه زک                    | بوانات | شهرستان بوانات، بخش مرکز ی، دهستان سیمکان، روستای قلعه مسه، مشرف به زمین‌های کشاورزی                                         |                     | ۱۳۸۶/۱۲/۲۶ | ساسانی                      |                                                                 |
| ۲۱۹۱۰   | امامزاده شاه میر حمزه     | بوانات | شهرستان بوانات، بخش مرکزی، دهستان سروستان، روستای بزم                                                                       |                     | ۱۳۸۶/۱۲/۲۶ | مفرغ                        |                                                                 |
| ۲۱۹۱۶   | خرفخانه‌های تنگ قلات       | بوانات | شهرستان بوانات، بخش مرکزی، دهستان باغان، جاده خاکی سوریان به چهرک، ابتدای دشت بردشیراز                                      |                     | ۱۳۸۶/۱۲/۲۶ | اشکانی ـ ساسانی             |                                                                 |
| ۲۱۹۲۰   | قلعه تنگ لرون             | بوانات | شهرستان بوانات، بخش مرکزی، دهستان باغستان، دو ک. م شمال روستای پیر مراد، برارتفاعات تنگ لرون                                |                     | ۱۳۸۶/۱۲/۲۶ | ساسانی                      |                                                                 |
| ۲۱۹۲۲   | تپه قلعه دختر             | بوانات | شهرستان بوانات، بخش مرکزی، دهستان سروستان، ۱۰۰ م جنوب شرقی روستای بزم                                                       |                     | ۱۳۸۶/۱۲/۲۶ | قرون اولیه اسلامی           |                                                                 |
| ۲۱۹۲۳   | تل قلعه پیرلته            | بوانات | شهرستان بوانات، بخش مرکزی، دهستان سیمکان، شمال غرب روستای فنجان، مشرف بر جاده سیمکان به سوریان                              |                     | ۱۳۸۶/۱۲/۲۶ | ساسانی                      |                                                                 |
| ۲۱۹۲۸   | تپه تنب قلعه              | بوانات | شهرستان بوانات، بخش مرکزی، دهستان باغستان، ۵۰۰ م غرب روستای دیده بانکی، سمت چپ جاده                                         |                     | ۱۳۸۶/۱۲/۲۶ | هزاره ۴ ق‌م                  |                                                                 |
| ۲۱۹۳۰   | گورستان بزم               | بوانات | شهرستان بوانات، بخش مرکزی، دهستان سروستان، ۱۰۰ م جنوب شرقی روستای بزم                                                       |                     | ۱۳۸۶/۱۲/۲۶ | صفویه                       |                                                                 |
| ۲۱۹۳۱   | خرفخانه‌های تنگ لرون       | بوانات | شهرستان بوانات، بخش مرکزی، دهستان باغستان، دو کیلومتری شمال روستای پیر مراد، دو کیلومتری شمال جاده آسفالته سوریان به صفاشهر |                     | ۱۳۸۶/۱۲/۲۶ | اشکانی ـ ساسانی             |                                                                 |
| ۲۶۶۲۴   | تفرجگاه قدمگاه محمد حنفیه | بوانات | شهرستان بوانات، بخش مرکزی، دهستان باغستان، ابتدای جنوب روستای فخر آباد و مهدی آباد                                          |                     |            | قرون قبل از اسلامی          | [[File:\|100x100px\|center\|border\|تفرجگاه قدمگاه محمد حنفیه]] |
| ۲۳۱۴۶   | معدن غار کان گوهر         | بوانات | شهرستان بوانات، بخش مرکزی، دهستان سروستان، یک کیلومتری روستای منج، سمت راست جاده، داخل تنگه معروف به بندنو                  |                     | ۱۳۸۷/۰۶/۰۹ | تاریخی                      |                                                                 |
| ۲۳۴۱۷   | تل و قبرستان محمودآباد    | بوانات | شهرستان بوانات، بخش سرچهان، دهستان سرچهان، ۵۰۰ م شرق روستای محمودآباد                                                       |                     | ۱۳۸۷/۰۶/۱۸ | قرون اولین اسلامی ـ قاجاریه |                                                                 |
| ۲۶۶۲۳   | قلعه بزم                  | بوانات | شهرستان بوانات، بخش مرکزی، دهستان سروستان، ابتدای شمالی روستای بزم                                                          |                     |            | قرون متاخر اسلامی           |                                                                 |